# Świętokrzyskie Centrum Onkologii
Świętokrzyskie Centrum Onkologii – lecznica w Kielcach, jedna z nowocześniejszych w Polsce. Prowadzi badania skriningowe, których celem jest jak najwcześniejsze wykrywanie nowotworów piersi, szyjki macicy i prostaty.
Od 1995 roku Świętokrzyski Rejestr Onkologiczny, który wchodzi w skład Centrum Onkologii uczestniczy w pracach badawczych zespołu International Agency for Cancer Research. W 2001 roku Lloyd's Registry Quality Assurance Ltd. przyznał certyfikat ISO 9002 dla Działu Radioterapii oraz Ośrodka Leczenia Radiojodem. Były to pierwsze w kraju jednostki opieki zdrowotnej, które otrzymały ten certyfikat. W czerwcu 2001 Centrum zostało przyjęte do Organizacji Europejskich Instytutów Onkologicznych jako drugi tego typu ośrodek w Polsce.